# Blodurt
Blodurt (Sanguinaria) er en lille slægt, som er udbredt i Nordamerika. Det er forårsblomstrende stauder med tidligt løvfald. Her omtales kun den ene art, som dyrkes i Danmark.
| Arter |

- Canadisk Blodurt (Sanguinaria canadensis)